# Energynat
Trwa dyskusja nad usunięciem tego artykułu, kliknij i weź w niej udział.
Energynat Sp. z o.o. – polska, prywatna firma operująca w branży energii odnawialnej. W ramach posiadanej grupy spółek integruje wszystkie elementy kompletnego łańcucha energetycznego opartego o odnawialne źródła energii (OZE). W grupie posiadanych przez Energynat marek znajdują się: Energynat Trade, Energynat Solutions oraz Energynat Obrót.  

## Historia
Spółka Energynat rozpoczęła swoją działalność w listopadzie 2010 roku, początkowo koncentrując się na dystrybucji wybranych urządzeń PV. W 2015 roku Energynat zyskał nowy zarząd, a spółka w ciągu kilku lat dołączyła do grona czołowych polskich dystrybutorów komponentów fotowoltaicznych. W 2021 roku urządzenia z dystrybucji Energynat trafiały już nie tylko na rynek polski, ale również na rynki zagraniczne. Obok ugruntowanej pozycji w obszarze importu i hurtowej dystrybucji, Grupa Energynat od 2021 roku stawiała na dynamiczny rozwój segmentu instalacji OZE dla biznesu i JST oraz obrotu energią, kreując innowacyjne usługi i rozwiązania na rzecz transformacji energetycznej firm i samorządów.
W 2021 roku, w ramach Grupy, swoją działalność rozpoczęła spółka Energynat Solutions, której portfolio do 2024 roku zapełniło się ponad tysiącem zaprojektowanych i wykonanych realizacji. Spółka specjalizuje się w instalacjach dla rynku C&I oraz podmiotów samorządowych. Decyzją prezesa Urzędu Regulacji Energetyki spółka Energynat w 2022 roku otrzymała koncesję na obrót energią elektryczną (Energynat Obrót), stając się tym samym podmiotem integrującym w ramach Grupy, wszystkie elementy kompletnego łańcucha energetycznego, opartego na odnawialnych źródłach energii. 

Obecnie Energynat to jedna z najszybciej rozwijających się firm z branży odnawialnych źródeł energii w Polsce. Portfolio jej usług pokrywa dziś cały łańcuch energetyczny, a Grupa Energynat to pierwszy w kraju integrator usług energetycznych z obszaru OZE.

## Podmioty Grupy Energynat

### Energynat Trade
Energynat Trade to bezpośredni importer oraz dystrybutor wysokiej jakości komponentów fotowoltaicznych: modułów PV, inwerterów hybrydowych i łańcuchowych, magazynów energii, systemów konstrukcji montażowych, carportów oraz zabezpieczeń, który rozpoczął swoją działalność w 2015 roku. Katalog produktowy marki wypełniają urządzenia światowej klasy producentów, wśród których wyróżnić można: SOFAR, JinKO Solar, SolarEdge czy LONGi. Podmiot ten specjalizuje się w sprzedaży hurtowej, zapewniając jednocześnie usługi logistyczne oraz magazynowe. Energynat Trade posiada centra dystrybucyjne w Polsce oraz Holandii. W 2024 roku na koncie Energynat Trade znajdowało się ponad 550 MW dostarczonych komponentów PV. 
Energynat Trade umożliwia swoim klientom dołączenie do Energynat Business Partner – programu, który zapewnia im benefity np. w postaci elastycznego magazynowania komponentów lub dodatkowej gwarancji ochronnej.  

### Energynat Solutions
Energynat Solutions Sp. z o.o. to spółka z Grupy Energynat, specjalizująca się w projektowaniu oraz budowie źródeł wytwórczych OZE, w szczególności obiektowych i rozproszonych instalacji fotowoltaicznych. Jej oferta skierowana jest do przedsiębiorstw oraz jednostek samorządu terytorialnego, które chcą zainwestować w energię odnawialną. Energynat Solutions oferuje również usługi serwisowe, działania związane z utrzymaniem instalacji PV oraz kompensacją mocy biernej, a także usługę Gminy Samowystarczalnej Energetycznie.

### Energynat Obrót
W 2022 roku decyzją Prezesa URE spółka Energynat otrzymała koncesję na obrót energią elektryczną, tworząc tym samym działający na rzecz biznesu i JST Energynat Obrót. Na czele firmy stoi ekspert rynku energii oraz wiceprezes KIKE i OZE – Daniel Raczkiewicz. Od momentu uzyskania koncesji podmiot aktywnie działa w zakresie sprzedaży oraz odkupu energii z OZE, autokonsumpcji oraz bilansowania nadwyżek do innych punktów poboru. Ponadto Energynat Obrót oferuje obsługę umów PPA oraz magazynów energii, a także usługi doradcze polegające na opracowywaniu indywidualnych i elastycznych modeli uczestnictwa w rynku energii. W portfolio produktowym marki znajduje się również autorska platforma IT, umożliwiająca komunikację z systemami SCADA do optymalizacji i zarządzania pracą źródeł wytwórczych, urządzeń odbiorczych i magazynów energii. Energynat Obrót oferuje również usługę wirtualnej elektrowni oraz współpracę w zakresie organizacji spółdzielni energetycznej. 

## Energynat Akademia
W 2024 roku w ramach Grupy Energynat powstała Energynat Akademia (www.akademia.energynat.pl) – inicjatywa edukacyjna, dzięki której firma realizuje misję rozpowszechniania wiedzy z zakresu OZE, trendów rynku, innowacji technologicznych oraz dobrych praktyk instalacyjnych, co w perspektywie czasu wpływa na zwiększanie zakresu usług montażowych oraz serwisowych wśród polskich instalatorów PV.   
Wydarzenia branżowe
Energynat Akademia we współpracy z partnerami oraz producentami dystrybuowanych przez Energynat Trade komponentów PV, organizuje spotkania edukacyjno-integracyjne na terenie całej Polski. Spośród nich należy wymienić SOFAR Roadshow oraz SolarEdge Roadshow, czyli zaawansowane szkolenia techniczne, podczas których specjaliści branży fotowoltaicznej, edukują lokalnych instalatorów PV z zakresu znanych, a także nowych technologii dostępnych na rynku oraz sposobów poprawnej budowy ekologicznych elektrowni z ich wykorzystaniem. Oprócz warsztatów skupiających się na aspektach technicznych, Energynat Akademia organizuje szkolenia z tematów powiązanych np. sprzedaży czy marketingu.   
Szkolenia online i webinary
Misję edukacyjną Energynat Akademia realizuje również za pomocą bezpłatnych webinarów oraz szkoleń online. Ponadto osoby zainteresowane tematyką związaną z energią odnawialną mogą skorzystać z kanału Energynat Akademii w serwisie YouTube, gdzie publikowane są relacje ze szkoleń stacjonarnych, filmy instruktażowe oraz odcinki podcastu edukacyjnego "Czas na OZE".  

## Wyróżnienia Grupy Energynat
- FT1000 – 2023, 2024, 2025
- Gazela Biznesu – 2020, 2021, 2023, 2024
- Diament Forbesa – 2024, 2025